# Malthonea cuprascens
Malthonea cuprascens is een keversoort uit de familie van de boktorren (Cerambycidae). De wetenschappelijke naam van de soort werd in 1880 als Calliphenges cuprascens gepubliceerd door Charles Owen Waterhouse.